# Френчтаун (Њу Џерзи)
Френчтаун (енгл. Frenchtown) град је у америчкој савезној држави Њу Џерзи.

## Демографија
По попису из 2010. године број становника је 1.373, што је 115 (-7,7%) становника мање него 2000. године.
| Група             | 2000.         | 2010.         |
| Белци             | 1.413 (95,0%) | 1.268 (92,4%) |
| Афроамериканци    | 6 (0,4%)      | 11 (0,8%)     |
| Азијати           | 18 (1,2%)     | 13 (0,9%)     |
| Хиспаноамериканци | 39 (2,6%)     | 70 (5,1%)     |
| Укупно            | 1.488         | 1.373         |